# Domenico Gaido
Domenico Gaido (Torino, 1875 – Roma, 1950) è stato un regista, sceneggiatore e costumista italiano.

## Biografia
Diplomato presso l’Accademia Albertina di Torino si fece apprezzare per la realizzazione di manifesti teatrali e pubblicitari.
Il primo contatto con il cinema avvenne per la sceneggiatura di Enrico di Lusignac (1910) per la Unitas di Torino. In seguito gli impegni cinematografici si intensificarono con la realizzazione delle scene di Jone o Gli ultimi giorni di Pompei (1913) e di Spartaco (1913). Nel 1914 le prime regie: La sfera della morte e Salambò. Nel 1920, in prossimità del sesto centenario della morte di Dante Alighieri, l’incarico di realizzare Dante nella vita e nei tempi suoi, ma uscito nel 1923.  Nel 1921 il film a episodi Il ponte dei Sospiri, a cui fece seguito nel 1924 La congiura di San Marco, entrambi ispirati ai romanzi di Michel Zevaco di ambientazione storica.
Terminata l’esperienza del cinema muto continuò l’attività di costumista per il Teatro dell'Opera di Roma, poi dal 1940 di nuovo nell’industria cinematografica, sempre come costumista.

## Filmografia

### Regista
- Albania ribelle (1910) - documentario
- La sfera della morte (1914)
- Salambò (1914)
- Ettore Fieramosca, co-diretto con Umberto Paradisi (1915)
- Cuore e patria (1915)
- Alla frontiera (1915)
- Eroismo di alpino (1915)
- Diamanti e documenti (1915)
- La città sottomarina (1916)
- L'avventura di Claudina (1916)
- I misteri del gran circo (1916)
- La madre folle (1916)
- Una mascherata in mare (1917)
- Battaglia di reginette (1917)
- La donna del sogno (1918)
- La cena dei dodici bricconi (1918)
- Sansone contro i Filistei (1918)
- Il trionfo della morte (1918)
- La maschera dello scheletro (1918)
- Il volto impenetrabile (1918)
- Il ponte dei Sospiri (1921)
- Dante nella vita e nei tempi suoi (1922)
- La congiura di San Marco (1924)
- I martiri d'Italia (1927)

### Scenografo
- Jone o Gli ultimi giorni di Pompei, regia di Ubaldo Maria Del Colle e Giovanni Enrico Vidali (1913)
- Spartaco, regia di Giovanni Enrico Vidali (1913)
- Ettore Fieramosca, regia di Umberto Paradisi e Domenico Gaido (1915)
- Beatrice Cenci , regia di Baldassarre Negroni (1926)
- Il gigante delle Dolomiti, regia di Guido Brignone (1927)
- Il vetturale del Moncenisio, regia di Baldassarre Negroni (1927)

### Costumista
- Rosa di sangue (Angélica), regia di Jean Choux (1940)
- Il ponte dei Sospiri, regia di Mario Bonnard (1940)
- Tosca, regia di Carl Koch e Jean Renoir (1941)
- Il bravo di Venezia, regia di Carlo Campogalliani (1941)
- Capitan Tempesta, regia di Corrado D'Errico (1942)
- Il leone di Damasco, regia di Corrado D'Errico (1942)
- La Gorgona, regia di Guido Brignone (1942)
- I due Foscari, regia di Enrico Fulchignoni (1942)
- Carmen, regia di Christian-Jaque (1945)
- Amori e veleni, regia di Giorgio Simonelli (1952)